# 舛木樱
舛木樱（日语：／ Masuki Sakura，2003年6月6日—），日本女子羽毛球運動員，亦為日本國家羽毛球隊（B隊）成員。栃木県出生，畢業於作新學院高校，現隸屬於北都銀行羽球部。曾以女子单打项目取胜带领北都銀行羽球部取得羽毛球S/J聯賽2023年札幌锦标赛的女子组冠军。

## 主要比賽成績
只列出曾進入準決賽的國際賽事成績：
| 年份   | 賽事                   | 公開賽級別 | 項目     | 成績 |
| ------ | ---------------------- | ---------- | -------- | ---- |
| 2024年 | 北馬里亞納羽毛球公開賽 | 國際挑戰賽 | 女子單打 | 亞軍 |
| 2024年 | 愛爾蘭羽毛球公開賽     | 國際挑戰賽 | 女子單打 | 冠軍 |
| 2025年 | 墨西哥羽毛球國際挑戰賽 | 國際挑戰賽 | 女子單打 | 冠軍 |
| 2025年 | 北馬里亞納羽毛球公開賽 | 國際挑戰賽 | 女子單打 | 冠軍 |

| 2018-2026年 | 總決賽 | 超級1000賽 | 超級750賽 | 超級500賽 | 超級300賽 | 超級100賽 | 國際挑戰賽 | 國際系列賽 | 未來系列賽 | 其他 |